# Ineni

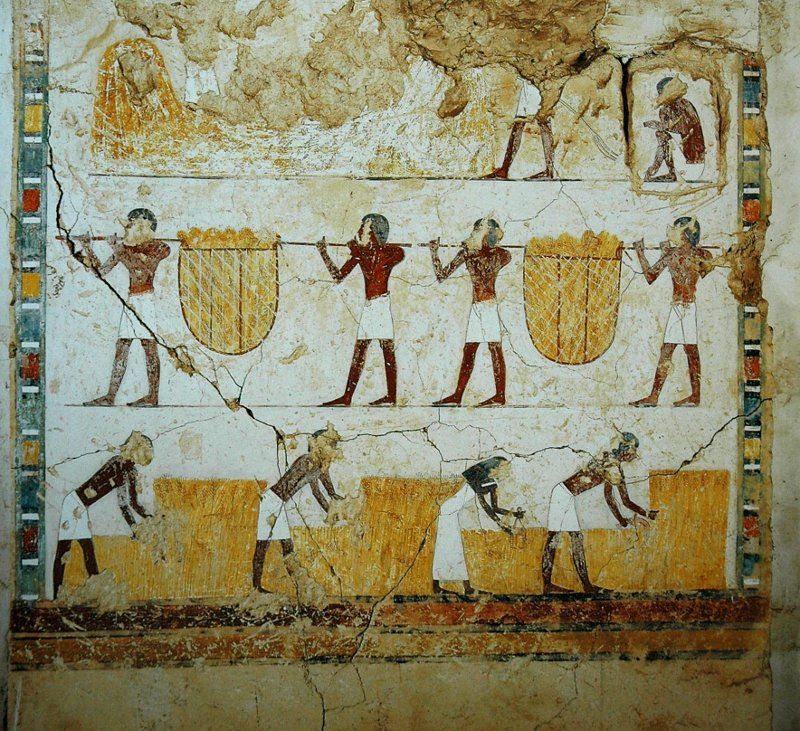
Tumba de Ineni

Ineni fue un arquitecto y oficial del Antiguo Egipto de c. 1510 a 1470 a. C. Diseñó y organizó numerosas edificaciones y monumentos para cinco faraones de la dinastía XVIII: Amenofis I, Tutmosis I, Tutmosis II, Tutmosis III y Amenofis II. También tuvo el cargo de “administrador de los graneros de Amón” durante los cuatro primeros reinados.
Ineni proviene de una familia aristocrática, comenzando sus encargos como arquitecto en la época de Amenhotep I (Amenofis I) quien lo eligió para ampliar el templo de Amón, en Karnak. Continuó diseñando para Thutmose I (Tutmosis I), pero durante el reinado de Hatshepsut un nuevo arquitecto, Senenmut, ganaría el favor real, aunque probablemente continuara supervisando construcciones encargadas por Hatshepsut y fuese asesor en otras.
Ineni también ostentó el cargo de Alcalde de Tebas.

## Construcciones
Fueron diseñados por Ineni numerosos proyectos de Thutmose I, en el templo de Karnak, destacando la “Gran Sala” del templo, un pasaje hipóstilo en madera de cedro, para conmemorar la victoria de Thutmose I sobre los Hicsos. También diseñó los pilonos cuarto y quinto, varios patios y numerosas estatuas. 
Proyectó la primera tumba real del Valle de los Reyes. 
Su tumba es la TT81 y se encuentra en Sheij Abd el-Qurna donde se aprecia su gran interés por el diseño de jardines, mostrando dibujos de su bello huerto ajardinado con estanque. En las paredes de su tumba cita amablemente a Hatshepsut y fue una de las pocas edificaciones donde el nombre de la reina no fue borrado ni suplantado, quizás por respeto a él.